# Guilhermino Augusto de Barros
Guilhermino Augusto de Barros (Peso da Régua, 17 de Novembro de 1828 –  Lisboa, 16 de Abril de 1900), foi deputado às Cortes eleito por Chaves, Vila Real, Idanha-a-Nova, e Covilhã. Par do Reino eleito e depois Par do Reino vitalício. Foi o primeiro Director Geral dos Correios, Telégrafos e Faróis, que exerceu por longo período de tempo. Director Geral da Indústria. Conselheiro de Estado e Juiz do Supremo Tribunal Administrativo. Foi também escritor e poeta.
Era filho de Francisco Manuel de Barros e de Maria Máxima de Carvalho.

## Resumo biográfico
Guilhermino Augusto de Barros nasceu no Peso da Régua em 17 de Novembro de 1828, no seio de uma família de pequenos lavradores locais. Com o desenvolvimento do negócio do vinho, a família da mãe passara a ter algumas posses, o que permitiu que os filhos estudassem, concluíssem o liceu em Vila Real e fossem para Coimbra.
Guilhermino segue o percurso normal dos jovens da sua época, estuda em Coimbra, onde cria cumplicidades e faz amizades, ingressa num dos partidos políticos, e faz carreira pública e partidária. Carreira que o fará subir na escala social chegando no fim da vida a Conselheiro de Estado e Par do Reino, a maior das honras a que a geração nascida depois da constituição, aspirava. O filho de modestos lavradores da Régua chegava, no fim da vida, pelo seu mérito e labor, às honras e ao topo da escala social liberal.
A revolução de 1820, e as guerras que se seguiram, provocaram na sociedade portuguesa profundas alterações na ordem social estabelecida. As famílias dos Grandes do Reino, as famílias que frequentavam e ocupavam cargos na corte estavam no Brasil quando se deu a revolução, e mais tarde quase todos aderiram à facção miguelista que foi vencida. Assim, muitas das grandes casas aristocráticas estavam sem meios, os cargos na corte deixaram de ser remunerados, acabaram as comendas e as tenças, e o acesso aos cargos do estado era agora repartido, com os militares e políticos surgidos na nova ordem liberal. Esta nova ordem social permitiu que no século XIX aqueles que nasciam em berços mais modestos conseguissem com o seu esforço e percurso pessoal subir na escala social e económica. Guilhermino protagonizou um destes percursos de ascensão social e económica de uma família novecentista.
Guilhermino foi um homem do seu tempo e da sua época. Na adolescência assistiu às guerras civis que marcaram a primeira metade do século XIX, e que culminaram com o fim da Patuleia e com a Regeneração. Estudante em Coimbra seguiu os estímulos poéticos e líricos do romantismo. De passagem, frequentou no Porto, as tertúlias boémias e poéticas, no Aguia d’Ouro, e no café Guichard.
Iniciou a sua carreira na administração pública e na política partidária, no início da Regeneração. Acreditou e sonhou com um Portugal novo e regenerado, em que o estado funcionaria, e o progresso da nação, a educação e cultura do povo, não parariam de aumentar.
Admirou Castilho e Garrett, trocou correspondência com Herculano. Foi amigo de Camilo. Com Camilo partilhava opiniões e críticas sobre artigos de jornal, novelas e poemas.
Escreveu poesia para diversas publicações, poesia ultra-romântica, ao jeito e à moda da sua época. E escreveu um notável romance histórico: O Castelo de Monsanto.
Mas foi à frente da Direcção Geral dos Correios, Telégrafos e Faróis, que mais se notabilizou. Promoveu e alargou a base de funcionamento dos correios, criando um serviço postal como hoje o conhecemos. Participou em diversas conferências internacionais e em 1885 organizou um Congresso Postal em Lisboa. Escreveu relatórios e memorandos sobre os sistemas postais. Montou a rede de faróis da costa portuguesa, e mais tarde promoveu a criação da rede telefónica, assinando em nome do governo o contrato com os ingleses, que trouxeram o primeiro telefone para Portugal.
No fim vida escreveu o livro Os Contos do Fim do Século. Um poema épico de elogio aos homens que promoveram a mudança da sociedade portuguesa ao longo do século XIX. Nas suas palavras dedicado aos homens 1834, e com um elogio muito particular ao Duque de Ávila e Bolama, por quem Guilhermino nutria profunda admiração e respeito.

## Biografia

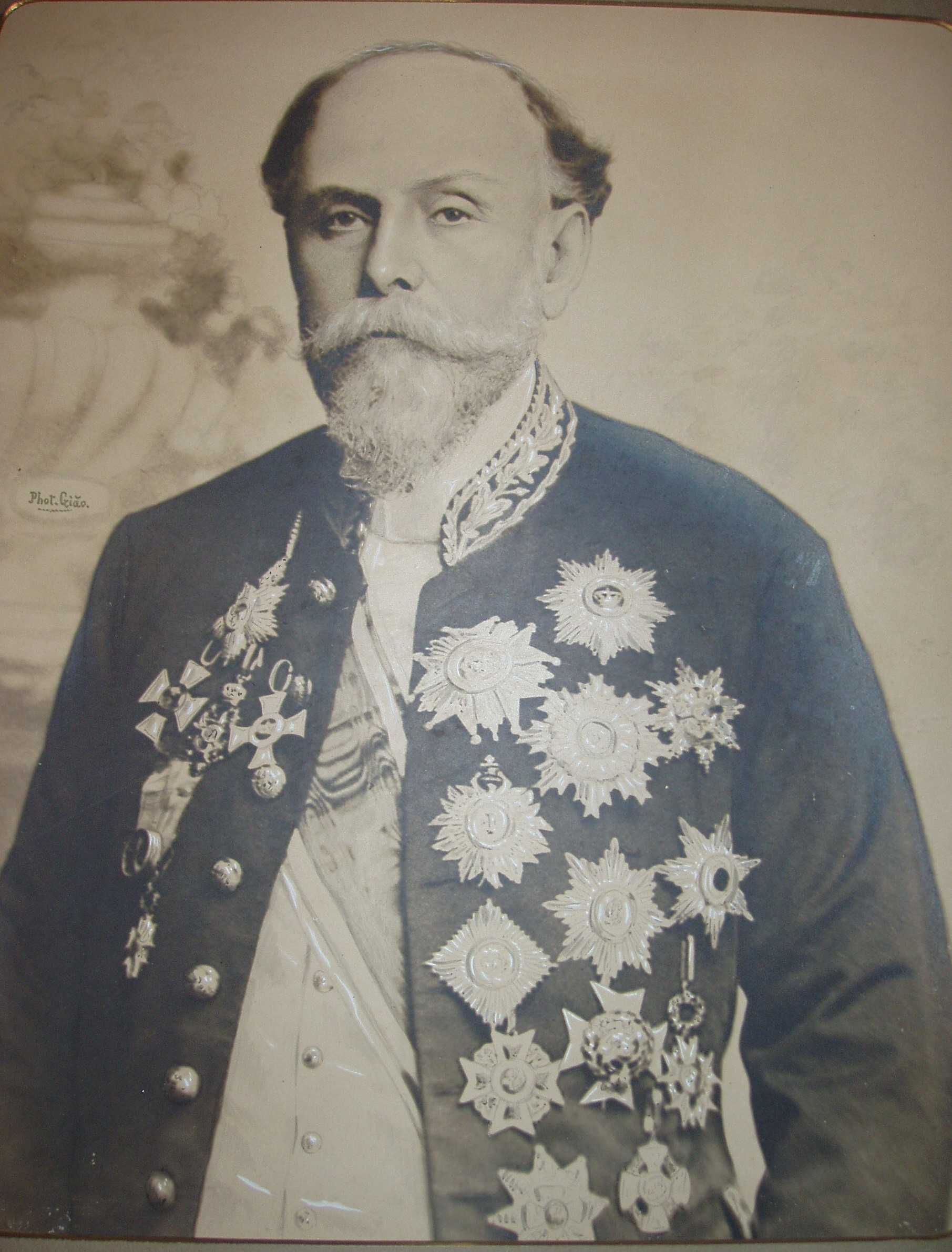

Nasceu na Régua em 17 de Novembro de 1828 [1]
Em 1837 foi estudar para o Liceu de Vila Real, onde ficou a viver em casa do tio Frei José Justino de Carvalho, irmão de sua mãe.
Aí permaneceu até ao fim do Liceu em 1847. Em 1844 conheceu Camilo Castelo Branco, na Biblioteca Publica de Vila Real, amizade que se manteve pela vida fora.
Em 1846 está apto para se matricular na Universidade de Coimbra, mas devido à Guerra da Patuleia, a Universidade está fechada, matriculando-se apenas em 1847 [2].  Aluga um quarto no Bairro de São Bento, em frente ao jardim botânico. Em Coimbra conhece Manuel Vaz Preto Giraldes, de quem fica muito amigo. Manuel leva-o para a Casa da Graciosa, onde conhece o Conde da Graciosa. Este círculo de amizades e relacionamentos abrirá a Guilhermino diversas portas ao longo da sua vida.
Durante o período de estudante escreverá diversa poesia em publicações, como O Bardo (1852-1855) ou no jornal Novidades (sob o pseudónimo "Ignotos") tendo a Academia Real das Siências atribuído a um dos seus poemas o "Prémio D. Luiz".
Em 1852 termina o curso de Direito, e poucos meses depois é nomeado secretário do Governo Civil de Vila Real, cargo que desempenhou por seis anos, tendo em alguns períodos sido Governador Civil Interino.
Em 1858 é eleito deputado pelo círculo de Chaves, iniciando uma carreira política e partidária. Segue para Lisboa onde partilha casa com José Luciano de Castro. Em 1860   é nomeado Governador Civil de Castelo, que exercerá por um curto período até à queda do Governo de Loulé.
No fim do ano de 1864 há novas eleições e Guilhermino é eleito pelo círculo de Vila Real, iniciando-se a nova sessão legislativa em Janeiro de 1865. Na primavera a Câmara dos Deputados é dissolvida, e forma-se a coligação entre os Históricos e os Regeneradores: a Fusão. Guilhermino prescinde da sua candidatura em favor de um regenerador, e por isso não será eleito. Em compensação é nomeado Governador Civil de Castelo Branco.
Na Beira Baixa fica a residir na Casa da Lousa, do seu grande amigo Manuel Vaz Preto, e bem proxima da cidade de Castela Branco. Como Governador Civil desenvolverá inúmeras acções para o estabelecimento da rede de escolas primárias, e do ensino liceal. Promove a fundação do Asilo da Infância Desvalida que iniciará actividade em 1866.
Em 1868 é eleito deputado pelo partido Histórico, pelo círculo de Idanha-a-Nova, e regressa a Lisboa.
Em Maio de de 1869 casa com Júlia Vaz Preto Giraldes, irmã de Manuel, na capela da casa da Lousa, .
Em 1869 volta a ser nomeado Governador Civil de Castelo Branco.. Desiludido com a política partidária decide recolher-se á vida familiar na Casa da Lousa. Neste período que se segue até 1877, dedica-se ao estudo da história local, escrevendo um romance histórico: Castello de Monsanto, um romance elogiado por Camilo Castelo Branco, e por Pinheiro Chagas.
Afastado da política activa não deixa de participar na vida do partido, sendo um dos promotores do Pacto da Granja, que em 1876 levará a fusão de Históricos e Reformistas e á formação do Partido Progressista.
Em 1877 é nomeado Governador Civil de Lisboa. Instalada uma polémica absurda em torno das festas no Passeio Público, Guilhermino terá que sair do Governo Civil. Em Outubro e por compensação o Duque de Ávila chama-o para Director Geral dos Correios. À frente da Direcção geral dos Correios promoverá a modernização e implementará muitos novos serviços.
Nestas funções, representou Portugal no "Congresso Postal de Paris" de 1978 tendo sido agraciado com a Comenda da Legião de Honra pelo governo francês.. Em 1885 é o anfitrião do Congresso Postal em Lisboa.
Em 1881 promove a integração do serviço de Telégrafos e Faróis de costa na direcção Geral, e visita todos os Faróis para remodelar e reconstruir este serviço.
Em 1882 negoceia a instalação, e promove o desenvolvimento do serviço de telefones em Lisboa e depois no Porto.
Mais tarde, em 1898, solicitou a transferência para Director Geral do Comércio e Indústria, voltando no entanto, na fase terminal da sua vida, ao cargo de Director Geral dos Correios.
Deputado às Cortes entre 1858 e 1887, Guilhermino de Barros foi eleito Par do Reino em 1885 por Lisboa, sendo nomeado Par do Reino vitalício em 1898.
Guilhermino Augusto de Barros morreu em 16 de Abril de 1900 em Lisboa.
Jaz sepultado no jazigo de família, no Adro da Igreja de Alvações do Corgo.
[1] Certidão de matrícula da Universidade de Coimbra.
[2] Relação e Índice Alfabético dos Estudantes Matriculados na Universidade de Coimbra e no Liceu – 1847-48.

## Casamento e descendência
Casou em 19 de Maio de 1869 com Júlia Maria Vaz Preto Giraldes, filha de João José Vaz Preto Giraldes e de Maria Júlia de Aires, natural de Lisboa. Foi educada a custas de seu pai no Colégio em Lisboa, onde Guilhermino a conheceu.
Viveram na Casa da Lousa de 1869 a 1877. Neste ano de 1877 foram viver para Lisboa, onde passaram a habitar no Pátio dos Girlades. Em 1889 passaram a habitar numa casa em Pedrouços. Tiveram 4 filhos:
- Guilhermino Augusto de Barros, nasceu em 1871 na Lousa, Castelo Branco, casou com Maria Sande de Maxia Aires de Campos (Ameal), filha dos primeiros Condes do Ameal.
- Manue Augusto Vaz Preto Giraldes de Barros, nasceu na Lousa em 1872, e faleceu em Cinfães com 20 anos.
- Maria Máxima Vaz Preto Giraldes de Barros, casou com Francisco de Ataide.
-  João José Augusto Vaz Preto Giraldes de Barros, casou com Maria Cristina Queriol Macieira.